# 955 (numero)
Novecentocinquantacinque (955) è il numero naturale dopo il 954 e prima del 956.

## Proprietà matematiche
- È un numero dispari.
- È un numero composto, con 4 divisori: 1, 5, 191, 955. Poiché la somma dei suoi divisori (escluso il numero stesso) è 197 < 955, è un numero difettivo.
- È un numero semiprimo.
- È un numero omirpimes.
- È un numero malvagio.
- È parte delle terne pitagoriche (573, 764, 955), (955, 2292, 2483), (955, 18228, 18253), (955, 91200, 91205), (955, 456012, 456013).
- È un numero nontotiente (come tutti i dispari, ad eccezione del numero 1).
- È un numero intero privo di quadrati.
- È un numero ondulante nel sistema di numerazione posizionale in base 4 (32323).

## Astronomia
- 955 Alstede è un asteroide della fascia principale del sistema solare.
- NGC 955 è una galassia spirale della costellazione della Balena.
- IC 955 è un oggetto celeste.

## Astronautica
- Cosmos 955 (con vettore Vostok-2M) è un satellite artificiale russo.

## Altri ambiti
- L'i955 è un chipset Intel.
- Departmental route 955 è una strada in Francia.
- New Brunswick Route 955 è una autostrada del Nuovo Brunswick, Canada.
- Pennsylvania Route 955 è una autostrada in Pennsylvania, Stati Uniti d'America.
- Hokkaido Prefectural Road Route 955 è una strada nel distretto di Akkeshi, Giappone.